# Selección de baloncesto de Yugoslavia
La selección de baloncesto de Yugoslavia fue el equipo formado por jugadores de nacionalidad yugoslava que representaba a la Federación de Baloncesto de Yugoslavia en las competiciones internacionales organizadas por la Federación Internacional de Baloncesto (FIBA) o el Comité Olímpico Internacional (COI): los Juegos Olímpicos, la Copa Mundial de Baloncesto y el EuroBasket.
Yugoslavia está considerada la tercera mejor selección de la historia del baloncesto por el número de medallas conseguidas en Juegos Olímpicos, Mundiales y Campeonatos de Europa, tan solo por detrás de las selecciones de Estados Unidos y la Unión Soviética.
Las guerras yugoslavas en 1991 provocaron la extinción de la selección de Yugoslavia tal y como hasta entonces se había entendido. Cada uno de los Estados resultantes de la desmembración del antiguo estado formó su propia selección, surgiendo las selecciones de Eslovenia, Croacia y Bosnia y Herzegovina. Entre 1995 y 2003, la selección de baloncesto de Yugoslavia siguió existiendo y compitiendo, aunque solo formada por jugadores nacidos en las repúblicas de Serbia y Montenegro.
La última participación en un mundial de la selección yugoslava tuvo lugar en el Campeonato Mundial de Baloncesto de 1990, disputado en Argentina, en la que se proclamó campeona del mundo. Y la última aparición internacional fue en el Campeonato Europeo de Baloncesto Masculino de 1991. Después de la ruptura de República Federativa Socialista de Yugoslavia, se constituyó la República Federal de Yugoslavia integrando solo a Serbia y Montenegro y cambió de nombre en el año 2003. En esa fecha pasó a denominarse selección de baloncesto de Serbia y Montenegro, que a su vez, el 4 de septiembre de 2006 se dividió, tras la independencia de Montenegro y el paso del Mundial de Japón, donde jugaron como una sola selección. La federación de la selección de baloncesto de Serbia, tras la independencia de Montenegro, es la heredera de los títulos de 1992 a 2006.
Doce miembros del Salón de la Fama FIBA surgieron de la selección yugoslava: Krešimir Ćosić, Dražen Dalipagić, Ivo Daneu, Mirza Delibašić, Vlade Divac, Dragan Kićanović, Radivoj Korać, Toni Kukoč, Dražen Petrović, Zoran Slavnić, Jure Zdovc y Dino Rađa.

## Historia

### 1947-1957
Yugoslavia hizo su debut en el campeonato europeo en el EuroBasket 1947, quinta edición del torneo. El equipo quedó en el puesto 13 de 14 equipos en la competencia, perdiendo ante la Unión Soviética y Hungría en la ronda preliminar, venciendo a los Países Bajos pero perdiendo ante Italia en la ronda semifinal (quedándose tercero en el empate a tres entre los equipos), y derrotar a Albania en el partido de clasificación 13/14. La segunda aparición de Yugoslavia fue en el EuroBasket de 1953 en Moscú. Perdieron una decisión temprana por 27-25 contra Bulgaria, pero terminaron con 3-1 en su grupo preliminar. En el desempate a tres bandas con Bulgaria e Israel, Yugoslavia terminó en segundo lugar y avanzó a la ronda final. Allí ganaron 3 pero perdieron 4 para ocupar el sexto lugar en la general del torneo de 17 equipos. Yugoslavia volvió a avanzar a la ronda final del EuroBasket 1955 en Budapest, esta vez en segundo lugar con un récord de 3-1 en la ronda preliminar. Su actuación en la ronda final estuvo plagada de 6 derrotas en 7 juegos, pero incluyó el punto culminante de una victoria por 52-49 sobre Checoslovaquia, eventual medallista de plata, en el camino de Yugoslavia hacia el octavo lugar entre los 18 participantes. Yugoslavia ocupó el sexto lugar en el EuroBasket de 1957 en Sofía, donde lograron dos victorias en el round robin final, derrotando a Polonia y Francia para terminar con 2-5 para el sexto lugar en el torneo.

### 1961-1970
Yugoslavia consiguió un bronce en el EuroBasket de 1963, donde fue derrotada por Polonia 72–83 en la semifinal, y luego ganó el partido por la medalla de bronce 89–61 contra Hungría. Ganaron una medalla de plata en el EuroBasket de 1961, donde fueron derrotados 53-60 por la Unión Soviética en la final. Este logro fue seguido por otra medalla de plata en el Campeonato Mundial FIBA de 1963, que finalmente ganó Brasil. En el EuroBasket de 1965 volvieron a caer en la final ante la Unión Soviética. Yugoslavia participó en el Campeonato Mundial FIBA de 1967, ganado por la Unión Soviética, donde quedó en segundo lugar. Yugoslavia derrotó a todos sus oponentes excepto a Estados Unidos en el Grupo A en el torneo de baloncesto de los Juegos Olímpicos de México 1968, en el que también estaban agrupados con Italia, España, Puerto Rico, Panamá, Filipinas y Senegal. Avanzaron a la fase eliminatoria, donde lograron derrotar a la Unión Soviética por 62–63. Volvieron a jugar contra Estados Unidos en la final y volvieron a ser derrotados por 65-50. Con 16 puntos anotados, Ivo Daneu, que fue líder anotador ante Panamá, Italia y Estados Unidos en la ronda preliminar, fue líder anotador de Yugoslavia también en la final.
En el EuroBasket de 1969 fueron derrotados 81-72 en la final, nuevamente por la Unión Soviética. En esta ocasión, Ivo Daneu y Krešimir Ćosić fueron seleccionados en el equipo All-Tournament. Kapičić fue el máximo goleador contra Grecia, Simonović contra Suecia, Daneu contra Hungría, Ćosić contra la Unión Soviética y Polonia, y Rajković anotó 16 puntos en la final, seguido por Daneu con 12. Yugoslavia ganó su primer oro en un torneo importante en el Campeonato Mundial FIBA de 1970, donde derrotaron a Brasil (55–80), Estados Unidos (70–63) y la Unión Soviética (72–87). Krešimir Ćosić, quien llevó a Yugoslavia a una de las mejores rachas en la historia del baloncesto internacional, fue incluido en el equipo All-Tournament. Fue el líder goleador contra Italia; contra Brasil con 19 puntos, seguido de Simonović con 17, contra Checoslovaquia, Uruguay y Estados Unidos, seguido por Skansi. El líder goleador en el partido decisivo contra la Unión Soviética fue Rajković (14), seguido de Jelovac (13).
Hasta 1974, Ivo Daneu fue el único jugador yugoslavo nombrado MVP de la Copa del Mundo de Baloncesto FIBA, y hasta el día de hoy él y Dragan Kićanović siguen siendo los únicos jugadores yugoslavos incluidos en ella y en el Salón de la Fama de la FIBA. Dražen Dalipagić, Dražen Petrović y Toni Kukoč, por otro lado, son los únicos MVP de la Copa del Mundo incluidos tanto en el Salón de la Fama de la FIBA como en el Salón de la Fama del Baloncesto Naismith Memorial a partir de 2021.

### 1971-1978
Yugoslavia ganó la medalla de plata en el EuroBasket de 1971, cuando fue derrotada por 69-64 por la Unión Soviética. Ćosić fue nombrado MVP del EuroBasket por primera vez. Fue líder goleador ante Italia, Bulgaria, Polonia en la semifinal y segundo ante Checoslovaquia, mientras que Simonović fue líder goleador ante esta última y segundo ante Bulgaria y Polonia. Kapičić fue el máximo goleador ante Turquía e Israel, y Knežević en la final. En 1973 ganaron el EuroBasket, derrotando a España en la final. Un jugador (Ćosić) fue incluido en el equipo de todo el torneo. Siguieron este éxito ganando el EuroBasket de 1975, del que también fueron país anfitrión. En esta ocasión, Ćosić volvió a ser galardonado con el MVP del EuroBasket y hasta el día de hoy empata con Pau Gasol como el jugador con más MVP del EuroBasket. Yugoslavia fue subcampeón del Campeonato Mundial FIBA de 1974, ganado por la Unión Soviética. Dragan Kićanović fue nombrado MVP en esta ocasión. En 1977 derrotaron a la Unión Soviética por 74–61 en la final del EuroBasket de 1977, ganando así su tercer EuroBasket. Dos jugadores (Dalipagić y Slavnić) fueron incluidos en el equipo All-Tournament.
Yugoslavia ganó el Campeonato Mundial FIBA de 1978. Derrotaron a Canadá, Corea del Sur y Senegal en la ronda preliminar; Unión Soviética, Brasil, Italia, Estados Unidos, Canadá, Australia, Filipinas en la ronda semifinal y Unión Soviética 82–81 en la final. Delibašić empató con Dalipagić como líder goleador contra Canadá; Dalipagić fue el líder goleador contra Filipinas, Italia, Estados Unidos y la Unión Soviética; Kićanović contra Senegal y Brasil, y Vilfan contra Corea del Sur y Australia.
Dražen Dalipagić fue nombrado MVP del torneo y él, Ćosić y Kićanović fueron incluidos en el equipo de todo el torneo.

### 1979-1987
Yugoslavia ganó una medalla de bronce en el EuroBasket 1979, donde Ćosić y Kićanović fueron incluidos en el equipo All-Tournament. En 1980, Yugoslavia ganó su primer y único oro olímpico en el torneo de baloncesto de los Juegos Olímpicos de Moscú 1980, en el que Estados Unidos, así como Argentina, Puerto Rico, Canadá y China, entre otros, no participaron debido a la lucha liderada para boicotear por Estados Unidos, retirando así a sus selecciones nacionales de baloncesto del torneo. Yugoslavia salió invicta tanto de la ronda preliminar como de la ronda semifinal. Dalipagić fue el líder anotador contra la Unión Soviética, y Kićanović empató con Ćosić, también líder en rebotes, en mayor número de asistencias. Dalipagić fue el líder anotador contra Brasil y empató con Ćosić como líder en rebotes, mientras que Kićanović fue el líder anotador contra Italia y Cuba en la ronda semifinal, y nuevamente contra Italia en la final, ganada 86–77 por Yugoslavia. Quedaron subcampeones en el EuroBasket de 1981, perdiendo 84-67 ante la Unión Soviética en la final. Ganaron una medalla de bronce en el Campeonato Mundial FIBA de 1982. Kićanović empató con Dalipagić como líder goleador contra Checoslovaquia y Australia, y con Radovanović contra España, y fue líder goleador contra Estados Unidos y la Unión Soviética; Avdija contra Uruguay, Delibašić contra Canadá, Vilfan contra Colombia y Dalipagić en el juego por la medalla de bronce ganaron 119-117 contra España. Dragan Kićanović fue incluido en el equipo de todo el torneo. Quedaron terceros en el Torneo de Baloncesto de los Juegos Olímpicos de Los Ángeles 1984, en el que fueron derrotados por España 61–74 en semifinales. Dražen Petrović fue el líder goleador ante España. Derrotaron a Canadá 88–82 en el juego por la medalla de bronce, donde Dalipagić fue el líder en puntuación. Yugoslavia ganó una medalla de bronce en el Campeonato Mundial FIBA de 1986, donde fue derrotada por la Unión Soviética en semifinales, pero logró derrotar a Brasil y ganar el juego por la medalla de bronce. Petrović fue el MVP del torneo. Quedaron terceros en el EuroBasket de 1987, derrotando a España 87–98 en el juego por la medalla de bronce después de ser derrotados 81–77 por Grecia en semifinales. Petrović fue el líder goleador tanto contra Grecia como contra España.

### Juegos Olímpicos de Seúl 1988
Yugoslavia quedó en segundo lugar en el torneo de baloncesto de los Juegos Olímpicos de Seúl 1988. Quedaron primeros en la fase de grupos, perdiendo solo un juego ante Puerto Rico. Avanzaron a la fase eliminatoria, derrotando a Canadá 95–73 en cuartos de final y a Australia 91–70 en semifinales. Perdieron el juego por la medalla de oro 63–76 ante la Unión Soviética.

### EuroBasket 1989
Yugoslavia ganó el 26.º campeonato regional de baloncesto FIBA EuroBasket, derrotando a Grecia en la final. En la ronda preliminar se agruparon con el eventual subcampeón Grecia, Francia y Bulgaria. Derrotaron a Grecia 103–68, Bulgaria 78–98 y Francia 89–106, avanzando así a la fase eliminatoria como invictos. Derrotaron a Italia 97–80 en la semifinal y ganaron 98–77 a Grecia en el juego por la medalla de oro. En la final, Dražen Petrović fue el líder en asistencias con 12 asistencias, Vlade Divac fue el líder en rebotes con 10 rebotes, mientras que Jure Zdovc registró un récord de 8 robos sin pérdidas de balón.

### Campeonato Mundial FIBA de 1990
El Campeonato Mundial FIBA de 1990, celebrado en Argentina, fue el último Campeonato Mundial en el que participó el país antes de su disolución. En la ronda preliminar quedaron segundos en el Grupo A después de Puerto Rico. Quedaron agrupados en el Grupo A también con Venezuela y Angola. Derrotaron a Venezuela 92–84 en el primer juego, derrotaron a Angola 92–79 en el segundo juego y perdieron 75–82 ante Puerto Rico en el último juego de la ronda preliminar.
En la segunda ronda, Yugoslavia se agrupó con la Unión Soviética, Grecia y Brasil como parte del Grupo II. Ganaron todos los partidos, derrotando a Brasil 105–86, a la Unión Soviética 100–77 y a Grecia 77–67.
En la ronda final, Yugoslavia derrotó a Estados Unidos 99–91. Mientras tanto, la Unión Soviética derrotó a Puerto Rico, que se había mantenido invicto hasta ese momento, habiendo prevalecido sobre Estados Unidos, Australia, la anfitriona Argentina y la propia Yugoslavia.
En la final, Yugoslavia derrotó a la Unión Soviética 75–92 en el Estadio Luna Park de Buenos Aires. Jure Zdovc fue el líder en asistencias con 5 asistencias y el segundo líder en rebotes con 6 rebotes. También anotó 13 puntos y fue líder en robos con 4 robos. Toni Kukoč fue el líder en rebotes con 7 rebotes y el segundo líder en asistencias con 4 asistencias, anotando también 14 puntos y robando 2 balones. Kukoč fue nombrado MVP del torneo. Ambos fueron incluidos más tarde en el Salón de la Fama de la FIBA.

### EuroBasket 1991
El EuroBasket de 1991 en Italia fue el último torneo en el que participó Yugoslavia, ya que el país se desintegró en los meses siguientes. La agitación en su país de origen provocó trastornos en la selección nacional. Ya en 1990 hubo problemas entre Petrović y Divac. El día antes de las semifinales, Jure Zdovc se vio obligado a abandonar la selección nacional, mientras que el aeropuerto de su ciudad natal fue bombardeado y Eslovenia declaró su independencia.

Yugoslavia quedó ubicada en el Grupo A en la ronda preliminar, con España, Polonia y Bulgaria. Lograron derrotar a España 76–67, y también derrotaron a Polonia 103–61 y Bulgaria 68–89, obteniendo así el primer puesto del grupo, y estaban listos para enfrentarse a Francia en semifinales. Zdovc tuvo que abandonar el equipo nacional justo antes de la semifinal, pero Yugoslavia derrotó a Francia 76–97. En la final, derrotaron a la anfitriona Italia 88–73. Toni Kukoč fue nombrado MVP del torneo.

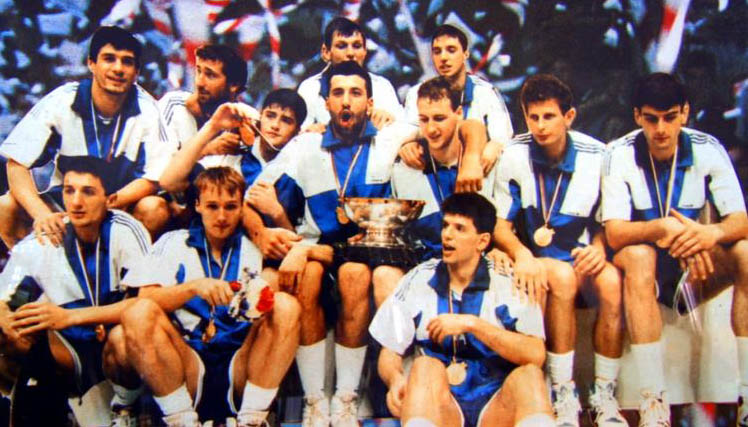
Selección yugoslava ganadora del EuroBasket de 1989 disputado en Zagreb.

## Plantilla
- Lista de jugadores convocados que disputaron el EuroBasket 1991.

| Yugoslavia                | Yugoslavia          | Yugoslavia | Yugoslavia | Yugoslavia | Yugoslavia         |
| Num                       | Jugador             | Pos        | Altura     | Edad       | Equipo             |
| ------------------------- | ------------------- | ---------- | ---------- | ---------- | ------------------ |
| 4                         | Zoran Sretenović    | B          | 1,91 m     | 26         | POP 84             |
| 5                         | Velimir Perasović   | E          | 1,96 m     | 26         | POP 84             |
| 6                         | Aleksandar Đorđević | B          | 1,88 m     | 23         | Partizan           |
| 7                         | Toni Kukoč          | AP         | 2,11 m     | 22         | POP 84             |
| 8                         | Žarko Paspalj       | AP         | 2,08 m     | 25         | Partizan           |
| 9                         | Jure Zdovc          | B          | 1,98 m     | 24         | Smelt Olimpija     |
| 10                        | Predrag Danilović   | E          | 2,01 m     | 21         | Partizan           |
| 11                        | Zoran Jovanović     | P          | 2,12 m     | 26         | Crvena Zvezda      |
| 12                        | Vlade Divac         | P          | 2,16 m     | 23         | Los Angeles Lakers |
| 13                        | Arijan Komazec      | A          | 2,01 m     | 21         | Zadar              |
| 14                        | Dino Rađa           | P          | 2,11 m     | 24         | Il Messaggero Roma |
| 15                        | Zoran Savić         | P          | 2,06 m     | 24         | POP 84             |
| Entrenador: Dušan Ivković |                     |            |            |            |                    |

## Plantillas históricas
- EuroBasket 1947: finalizó 13° de 14 equipos.

Nebojša Popović, Ladislav Demsar, Aleksandar Gec, Srdjan Kalember, Mirko Marjanovic, Zorko Cvetkovic, Bozo Grkinic, Zlatko Kovacevic, Aleksandar Milojkovic, Bozidar Muncan, Otone Olivieri, Tulio Roklicer, Miodrag Stefanovic. Entrenador: Stevica Colovic
- Campeonato Mundial 1950: finalizó 10° de 10 equipos.

Borislav Stanković, Nebojša Popović, Ladislav Demsar, Aleksandar Gec, Srdjan Kalember, Vilmos Loczi, Lajos Engler, Aleksandar Blaskovic, Mirko Amon, Dusan Radojcic, Milorad Sokolovic, Milenko Novakovic. Entrenador: Nebojša Popović
- EuroBasket 1953: finalizó 6° de 17 equipos.

Borislav Stanković, Ladislav Demsar, Aleksandar Gec, Srdjan Kalember, Vilmos Loczi, Lajos Engler, Aleksandar Blaskovic, Mirko Marjanovic, Djordje Andrijasevic, Milan Bjegojevic, Borislav Curcic, Dragan Godzic, Borko Jovanovic. Entrenador: Nebojša Popović
- Campeonato Mundial 1954: finalizó 11° de 12 equipos.

Vilmos Loczi, Lajos Engler, Aleksandar Blaskovic, Mirko Marjanovic, Djordje Andrijasevic, Milan Bjegojevic, Borislav Curcic, Dragan Godzic, Bogdan Muller, Djordje Konjovic, Milan Blagojevic, Boris Kristancic. Entrenador: Aleksandar Nikolić
- EuroBasket 1955: finalizó 8° de 18 equipos.

Ladislav Demsar, Vilmos Loczi, Aleksandar Blaskovic, Djordje Andrijasevic, Milan Bjegojevic, Borislav Curcic, Bogdan Muller, Djordje Konjovic, Milutin Minja, Obren Popovic, Joze Zupancic, Ljubomir Katic. Entrenador: Aleksandar Nikolić
- EuroBasket 1957: finalizó 6° de 16 equipos.

Ivo Daneu, Vilmos Loczi, Lajos Engler, Bogdan Muller, Boris Kristancic, Milutin Minja, Ljubomir Katic, Marjan Kandus, Miodrag Nikolić, Branko Radovic, Matija Dermastija, Branko Miletic. Entrenador: Aleksandar Nikolić
- EuroBasket 1959: finalizó 9° de 17 equipos.

Radivoj Korać, Ivo Daneu, Slobodan Gordić, Boris Kristancic, Milutin Minja, Marjan Kandus, Miodrag Nikolić, Branko Radovic, Matija Dermastija, Nemanja Đurić, Radovan Radović, Igor Jelnikar. Entrenador: Aleksandar Nikolić
- Juegos Olímpicos 1960: finalizó 6° de 16 equipos.

Radivoj Korać, Ivo Daneu, Slobodan Gordić, Josip Đerđa, Boris Kristancic, Marjan Kandus, Miodrag Nikolić, Nemanja Đurić, Radovan Radović, Miha Lokar, Zvonko Petričević, Sreten Dragojlović. Entrenador: Aleksandar Nikolić
- EuroBasket 1961: finalizó 2°  de 19 equipos.

Radivoj Korać, Ivo Daneu, Slobodan Gordić, Marjan Kandus, Miodrag Nikolić, Nemanja Đurić, Radovan Radović, Miha Lokar, Zvonko Petričević, Sreten Dragojlović, Vital Eiselt, Zeljko Troskot. Entrenador: Aleksandar Nikolić
- EuroBasket 1963: finalizó 3°  de 16 equipos.

Radivoj Korać, Ivo Daneu, Slobodan Gordić, Trajko Rajković, Borut Bassin, Miodrag Nikolić, Nemanja Đurić, Zvonko Petričević, Dragoslav Ražnatović, Miloš Bojović, Zivko Kasun, Emil Logar. Entrenador: Aleksandar Nikolić
- Campeonato Mundial 1963: finalizó 2°  de 13 equipos.

Radivoj Korać, Ivo Daneu, Josip Đerđa, Slobodan Gordić, Trajko Rajković, Miodrag Nikolić, Nemanja Đurić, Zvonko Petričević, Dragoslav Ražnatović, Vital Eiselt, Vladimir Cvetković, Dragan Kovačić. Entrenador: Aleksandar Nikolić
- Juegos Olímpicos 1964: finalizó 7° de 16 equipos.

Radivoj Korać, Ivo Daneu, Josip Đerđa, Slobodan Gordić, Trajko Rajković, Miodrag Nikolić, Nemanja Đurić, Zvonko Petričević, Dragoslav Ražnatović, Vital Eiselt, Vladimir Cvetković, Dragan Kovačić. Entrenador: Aleksandar Nikolić
- EuroBasket 1965: finalizó 2°  de 16 equipos.

Radivoj Korać, Ivo Daneu, Petar Skansi, Josip Đerđa, Slobodan Gordić, Trajko Rajković, Nemanja Đurić, Zvonko Petričević, Dragoslav Ražnatović, Vital Eiselt, Dragan Kovačić, Miloš Bojović. Entrenador: Aleksandar Nikolić
- EuroBasket 1967: finalizó 9° de 16 equipos.

Krešimir Ćosić, Petar Skansi, Aljoša Žorga, Rato Tvrdić, Damir Šolman, Borut Bassin, Ljubodrag Simonović, Dragoslav Ražnatović, Vladimir Cvetković, Dragan Kapičić, Zoran Marojević, Goran Brajković. Entrenador: Ranko Žeravica
- Campeonato Mundial 1967: finalizó 2°  de 13 equipos.

Radivoj Korać, Krešimir Ćosić, Ivo Daneu, Josip Đerđa, Petar Skansi, Rato Tvrdić, Borut Bassin, Nemanja Đurić, Trajko Rajković, Dragoslav Ražnatović, Vladimir Cvetković, Dragan Kovačić. Entrenador: Ranko Žeravica
- Juegos Olímpicos 1968: finalizó 2°  de 16 equipos.

Radivoj Korać, Krešimir Ćosić, Ivo Daneu, Petar Skansi, Nikola Plećaš, Aljoša Žorga, Damir Šolman, Trajko Rajković, Dragoslav Ražnatović, Vladimir Cvetković, Dragutin Čermak, Zoran Maroević. Entrenador: Ranko Žeravica
- EuroBasket 1969: finalizó 2°  de 12 equipos.

Krešimir Ćosić, Ivo Daneu, Nikola Plećaš, Vinko Jelovac, Rato Tvrdić, Damir Šolman, Ljubodrag Simonović, Trajko Rajković, Dragutin Čermak, Dragan Kapičić, Vladimir Cvetković, Zoran Maroević. Entrenador: Ranko Žeravica
- Campeonato Mundial 1970: finalizó 1°  de 13 equipos.

Krešimir Ćosić, Ivo Daneu, Petar Skansi, Nikola Plećaš, Vinko Jelovac, Aljoša Žorga, Rato Tvrdić, Damir Šolman, Ljubodrag Simonović, Trajko Rajković, Dragutin Čermak, Dragan Kapičić. Entrenador: Ranko Žeravica
- EuroBasket 1971: finalizó 2°  de 12 equipos.

Krešimir Ćosić, Nikola Plećaš, Vinko Jelovac, Aljoša Žorga, Ljubodrag Simonović, Dragutin Čermak, Borut Bassin, Dragan Kapičić, Blagoja Georgievski, Žarko Knežević, Dragisa Vucinic, Davor Rukavina. Entrenador: Ranko Žeravica
- Juegos Olímpicos 1972: finalizó 5° de 16 equipos.

Krešimir Ćosić, Nikola Plećaš, Vinko Jelovac, Rato Tvrdić, Damir Šolman, Ljubodrag Simonović, Dragan Kapičić, Blagoja Georgievski, Žarko Knežević, Dragutin Čermak, Miroljub Damnjanovic, Milun Marović. Entrenador: Ranko Žeravica
- EuroBasket 1973: finalizó 1°  de 12 equipos.

Krešimir Ćosić, Dražen Dalipagić, Dragan Kićanović, Nikola Plećaš, Vinko Jelovac, Zoran Slavnić, Željko Jerkov, Rato Tvrdić, Damir Šolman, Žarko Knežević, Milun Marović, Dragan Ivkovic. Entrenador: Mirko Novosel
- Campeonato Mundial 1974: finalizó 2°  de 14 equipos.

Krešimir Ćosić, Dražen Dalipagić, Dragan Kićanović, Nikola Plećaš, Vinko Jelovac, Zoran Slavnić, Željko Jerkov, Rato Tvrdić, Damir Šolman, Žarko Knežević, Dragan Kapičić, Milun Marović. Entrenador: Mirko Novosel
- EuroBasket 1975: finalizó 1°  de 12 equipos.

Krešimir Ćosić, Dražen Dalipagić, Mirza Delibašić, Dragan Kićanović, Nikola Plećaš, Vinko Jelovac, Zoran Slavnić, Željko Jerkov, Rato Tvrdić, Damir Šolman, Dragan Kapičić, Rajko Žižić. Entrenador: Mirko Novosel
- Juegos Olímpicos 1976: finalizó 2°  de 12 equipos.

Krešimir Ćosić, Dražen Dalipagić, Mirza Delibašić, Dragan Kićanović, Vinko Jelovac, Zoran Slavnić, Željko Jerkov, Žarko Varajić, Damir Šolman, Andro Knego, Rajko Žižić, Blagoja Georgievski. Entrenador: Mirko Novosel
- EuroBasket 1977: finalizó 1°  de 12 equipos.

Krešimir Ćosić, Dražen Dalipagić, Mirza Delibašić, Dragan Kićanović, Vinko Jelovac, Zoran Slavnić, Željko Jerkov, Žarko Varajić, Ratko Radovanović, Duje Krstulović, Ante Djogic, Josko Papic. Entrenador: Aleksandar Nikolić
- Campeonato Mundial 1978: finalizó 1°  de 14 equipos.

Krešimir Ćosić, Dražen Dalipagić, Mirza Delibašić, Dragan Kićanović, Zoran Slavnić, Željko Jerkov, Andro Knego, Ratko Radovanović, Rajko Žižić, Duje Krstulović, Peter Vilfan, Branko Skroče. Entrenador: Aleksandar Nikolić
- EuroBasket 1979: finalizó 3°  de 12 equipos.

Krešimir Ćosić, Dražen Dalipagić, Mirza Delibašić, Dragan Kićanović, Zoran Slavnić, Željko Jerkov, Žarko Varajić, Ratko Radovanović, Rajko Žižić, Duje Krstulović, Peter Vilfan, Mihovil Nakić. Entrenador: Petar Skansi
- Juegos Olímpicos 1980: finalizó 1°  de 12 equipos.

Krešimir Ćosić, Dražen Dalipagić, Mirza Delibašić, Dragan Kićanović, Zoran Slavnić, Željko Jerkov, Andro Knego, Ratko Radovanović, Rajko Žižić, Duje Krstulović, Mihovil Nakić, Branko Skroče. Entrenador: Ranko Žeravica
- EuroBasket 1981: finalizó 2°  de 12 equipos.

Krešimir Ćosić, Dražen Dalipagić, Mirza Delibašić, Dragan Kićanović, Andro Knego, Ratko Radovanović, Peter Vilfan, Branko Skroče, Predrag Benaček, Boban Petrović, Željko Poljak, Petar Popović. Entrenador: Bogdan Tanjević
- Campeonato Mundial 1982: finalizó 3°  de 13 equipos.

Dražen Dalipagić, Mirza Delibašić, Dragan Kićanović, Željko Jerkov, Aleksandar Petrović, Andro Knego, Ratko Radovanović, Peter Vilfan, Rajko Žižić, Boban Petrović, Zufer Avdija, Zoran Radović. Entrenador: Ranko Žeravica
- EuroBasket 1983: finalizó 7° de 12 equipos.

Dražen Petrović, Krešimir Ćosić, Dražen Dalipagić, Dragan Kićanović, Zoran Slavnić, Ratko Radovanović, Peter Vilfan, Rajko Žižić, Ivan Sunara, Goran Grbović, Željko Poljak, Milenko Savović. Entrenador: Josip Đerđa
- Juegos Olímpicos 1984: finalizó 3°  de 12 equipos.

Dražen Petrović, Aleksandar Petrović, Dražen Dalipagić, Andro Knego, Ratko Radovanović, Rajko Žižić, Mihovil Nakić, Emir Mutapčić, Saabit Hadžić, Ivan Sunara, Nebojša Zorkić, Branko Vukičević. Entrenador: Mirko Novosel
- EuroBasket 1985: finalizó 7° de 12 equipos.

Dražen Petrović, Andro Knego, Zoran Čutura, Mihovil Nakić, Emir Mutapčić, Stojan Vranković, Ivan Sunara, Zoran Radović, Sven Ušić, Nebojša Zorkić, Boban Petrović, Borislav Vučević. Entrenador: Krešimir Ćosić
- Campeonato Mundial 1986: finalizó 3°  de 24 equipos.

Dražen Petrović, Aleksandar Petrović, Dražen Dalipagić, Vlade Divac, Stojan Vranković, Ratko Radovanović, Zoran Čutura, Emir Mutapčić, Danko Cvjetičanin, Franjo Arapović, Zoran Radović, Veljko Petranović. Entrenador: Krešimir Ćosić
- EuroBasket 1987: finalizó 3°  de 12 equipos.

Dražen Petrović, Aleksandar Petrović, Vlade Divac, Toni Kukoč, Dino Rađa, Žarko Paspalj, Aleksandar Đorđević, Stojan Vranković, Ratko Radovanović, Danko Cvjetičanin, Zoran Radović, Goran Grbović. Entrenador: Krešimir Ćosić
- Juegos Olímpicos 1988: finalizó 2°  de 12 equipos.

Dražen Petrović, Vlade Divac, Toni Kukoč, Dino Rađa, Žarko Paspalj, Stojan Vranković, Jure Zdovc, Zoran Čutura, Danko Cvjetičanin, Franjo Arapović, Željko Obradović, Zdravko Radulović. Entrenador: Dušan Ivković
- EuroBasket 1989: finalizó 1°  de 12 equipos.

Dražen Petrović, Vlade Divac, Toni Kukoč, Dino Rađa, Žarko Paspalj, Predrag Danilović, Stojan Vranković, Jure Zdovc, Zoran Čutura, Zdravko Radulović, Zoran Radović, Mario Primorac. Entrenador: Dušan Ivković
- Campeonato Mundial 1990: finalizó 1°  de 16 equipos.

Dražen Petrović, Vlade Divac, Toni Kukoč, Žarko Paspalj, Zoran Savić, Velimir Perasović, Jure Zdovc, Zoran Čutura, Željko Obradović, Arijan Komazec, Radisav Ćurčić, Zoran Jovanović. Entrenador: Dušan Ivković
- EuroBasket 1991: finalizó 1°  de 8 equipos.

Vlade Divac, Toni Kukoč, Dino Rađa, Žarko Paspalj, Zoran Savić, Predrag Danilović, Aleksandar Đorđević, Velimir Perasović, Jure Zdovc, Arijan Komazec, Zoran Sretenović, Zoran Jovanović. Entrenador: Dušan Ivković

## Datos y estadísticas

#### Más participaciones

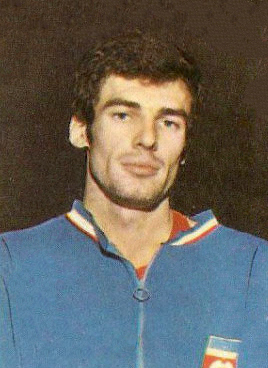
Krešimir Ćosić es el jugador que más veces ha vestido la elástica nacional, con 303 partidos.

| #  | Jugador           | Partidos | Posición | Periodo   |
| -- | ----------------- | -------- | -------- | --------- |
| 1  | Krešimir Ćosić    | 303      | Pívot    | 1967-1983 |
| 2  | Dražen Dalipagić  | 243      | Alero    | 1973-1986 |
| 3  | Vinko Jelovac     | 240      | Pívot    | 1969-1977 |
| 4  | Damir Šolman      | 226      | Alero    | 1967-1976 |
| 5  | Žarko Knežević    | 219      | Pívot    | 1970-1978 |
| 6  | Nikola Plećaš     | 215      | Escolta  | 1967–1975 |
| 7  | Ratko Radovanović | 214      | Pívot    | 1975–1987 |
| 8  | Dragan Kićanović  | 213      | Escolta  | 1971–1983 |
| 9  | Ivo Daneu         | 209      | Escolta  | 1957–1970 |
| 10 | Rajko Žižić       | 186      | Pívot    | 1975-1984 |

## Historial

### Copa Mundial
Resultado General: 6.º puesto
| Copa Mundial de Baloncesto |
| --- |
| - 1950: 10° Lugar - 1954: 11° Lugar - 1959: No calificó - 1963: - 1967: - 1970: - 1974: - 1978: - 1982: - 1986: - 1990: - 1994: No calificó - 1998: No calificó - 2002: No calificó - 2006: No calificó - 2010: No calificó - 2014: No calificó - 2019: No calificó - 2023: No calificó - 2027: TBD |

### Juegos Olímpicos
| Baloncesto en los Juegos Olímpicos |
| --- |
| - Berlín 1936: No calificó - Londres 1948: No calificó - Helsinki 1952: No calificó - Melbourne 1956: No calificó - Roma 1960: 6° Lugar - Tokio 1964: 7° Lugar - México 1968: - Múnich 1972: 5° Lugar - Montreal 1976: - Moscú 1980: - Los Ángeles 1984: - Seúl 1988: - Barcelona 1992: No calificó - Atlanta 1996: No calificó - Sídney 2000: No calificó - Atenas 2004: No calificó - Pekín 2008: No calificó - Londres 2012: No calificó - Río 2016: No calificó - Tokio 2020: No calificó - París 2024: No calificó |

### EuroBasket
| EuroBasket |
| --- |
| - 1935: No participó - 1937: No participó - 1939: No participó - 1946: No participó - 1947: 13° Lugar - 1949: No participó - 1951: No participó - 1953: 6° Lugar - 1955: 8° Lugar - 1957: 6° Lugar - 1959: 9° Lugar - 1961: - 1963: - 1965: - 1967: 9° Lugar - 1969: - 1971: - 1973: - 1975: - 1977: - 1979: - 1981: - 1983: 7° Lugar - 1985: 7° Lugar - 1987: - 1989: - 1991: - 1993: No participó - 1995: No participó - 1997: No participó - 1999: No participó - 2001: No participó - 2003: No participó - 2005: No participó - 2007: No participó - 2009: No participó - 2011: No participó - 2013: No participó - 2015: No participó - 2017: No participó - 2022: No participó - 2025: TBD |

## Palmarés
- Copa Mundial de Baloncesto:
  -   Campeón (3): 1970, 1978, 1990
  -  Subcampeón (3): 1963, 1967, 1974
  -  Tercer lugar (2): 1982, 1986

- Juegos Olímpicos:
  -   Campeón (1): 1980
  -  Subcampeón (3): 1968, 1976, 1988
  -  Tercer lugar (1): 1984

- EuroBasket:
  -   Campeón (5): 1973, 1975, 1977, 1989, 1991
  -  Subcampeón (5): 1961, 1965, 1969, 1971, 1981
  -  Tercer lugar (3): 1963, 1979, 1987

- Juegos Mediterráneos:
  -   Campeón (5): 1959, 1967, 1971, 1975, 1983
  -  Subcampeón (1): 1979
  -  Tercer lugar (1): 1963

- Universiadas:
  -   Campeón (1): 1987
  -  Subcampeón (2): 1979, 1983
  -  Tercer lugar (1): 1981